# ليسوم قشري زائف
ليسوم قشري زائف (الاسم العلمي: Illicium jiadifengpi) هو نوع نباتي يتبع جنس الليسوم من فصيلة الشزندرية.